# Eduard Hälbich

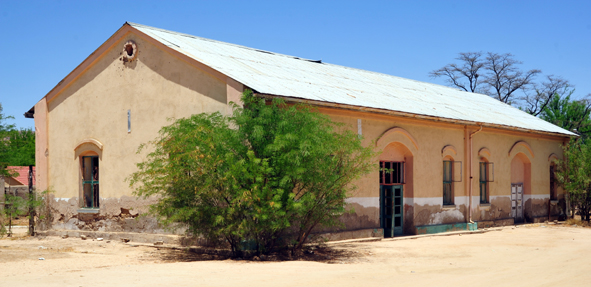
Ehemaliger Wagenbau Eduard Hälbich, Otjimbingwe 2012

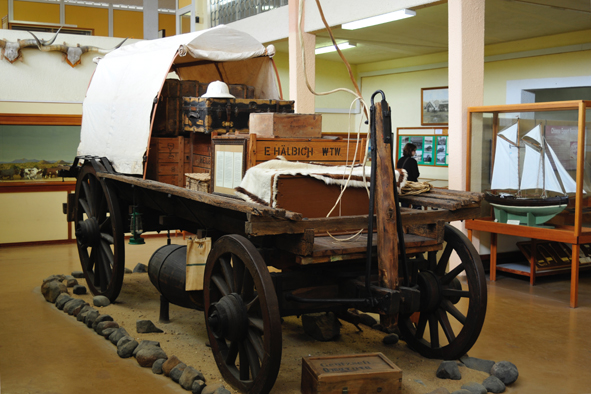
Ochsenwagen des Wagenbauers Eduard Hälbich im Swakopmund Museum

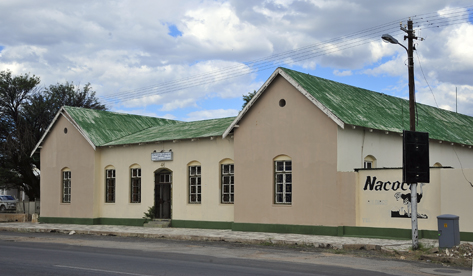
Früheres Handelshaus Eduard Hälbich d. J., Karibib 2014

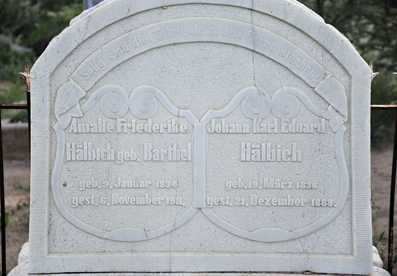
Grabstätte Eduard Hälbich, Otjimbingwe 2014

Johann Karl Eduard Hälbich (* 19. März 1836 in Groß Reichen im Kreis Lüben, Schlesien; † 21. Dezember 1888 in Otjimbingwe) war ein Kaufmann und Unternehmer in Deutsch-Südwestafrika, heute Namibia.

## Leben
Am 9. Januar 1863 gelangte der Schmied, Büchsenmacher und Handwerker Eduard Hälbich zusammen mit Carl Hugo Hahn, einem Missionar der Rheinischen Missionsgesellschaft, über Walvis Bay nach Südwestafrika. 
1864 siedelte sich Hälbich in Otjimbingwe an, wo er viele Jahre als Missionskolonist und Kaufmann wirkte. Er betätigte sich als Architekt und Baumeister der Rheinischen Missionskirche in Otjimbingwe, sie wurde 1867 von Hugo Hahn eingeweiht. Außerdem errichtete er eine Wagenbaufabrik (der Windmotor wurde erst 1897 errichtet) sowie 1872 den sog. Pulverturm. Sie sind heute nationale Denkmale Namibias. 1876 ernannte ein Vertreter der Kapregierung ihn zum Friedensrichter.
Einer seiner Söhne, der ebenfalls Eduard hieß, erwarb 1894/95 von den Herero unter ihrem Kaptein Zacharias Zeraua ein Wasserloch namens Otjandjomboimwe sowie etwa 20.000 Hektar Land. Innerhalb von nur wenigen Jahren entstand eine Siedlung, die mit dem Anschluss an das neuerbaute Eisenbahnnetz am 1. Juni 1900 den Namen Karibib erhielt. Um 1897 eröffnete Eduard Hälbich der Jüngere hier ebenfalls einen Laden im Hälbich-Haus, gründete 1903 die Farm Okomitundu zur Rinderzucht. 1909 wurde Eduard Hälbich d. J. Bürgermeister von Karibib.

## Familie
Eduard Hälbich heiratete am 3. Januar 1864 Friederike Amalie Barthel (1834–1911) (nach anderer Quelle am 1. März 1864). Aus dieser Ehe stammen 6 Kinder: Christoph, Clara (später verheiratete von Goldammer), Eduard d. J., Wilhelm, August und Johannes Hälbich.